# Crèvecœur-le-Grand
Crèvecœur-le-Grand é uma comuna francesa na região administrativa de Altos da França, no departamento de Oise. Estende-se por uma área de 12.3 km². Em 2010 a comuna tinha 3 652 habitantes (densidade: 296,9 hab./km²).